# Proteina morfogenetica dell'osso
La proteina morfogenetica dell'osso, conosciuta con l'acronimo BMP dalla lingua inglese Bone morphogenetic protein, è una famiglia di proteine coinvolta nell'embriogenesi e specializzata nella formazione e nella crescita ossea e cartilaginea.